# Torquigener pallimaculatus
Torquigener pallimaculatus là một loài cá biển thuộc chi Torquigener trong họ Cá nóc. Loài này được mô tả lần đầu tiên vào năm 1983.

## Từ nguyên
Tính từ định danh pallimaculatus được ghép bởi hai âm tiết trong tiếng Latinh: pallidus ("nhợt nhạt") và maculatus ("lốm đốm"), hàm ý đề cập đến các đốm trắng trên lưng của loài cá này.

## Phạm vi phân bố và môi trường sống
T. pallimaculatus được phân bố từ đảo Rottnest (Tây Úc), dọc theo bờ biển Bắc Úc đến bang Queensland, xa hơn ở phía đông đến quần đảo Chesterfield (Nouvelle-Calédonie) và phía bắc đến Papua New Guinea. Nhiều tài liệu ở Việt Nam đã nhầm lẫn cá nóc chấm cam T. gloerfelti với loài T. pallimaculatus này.
T. pallimaculatus sống trên nền đáy bùn hoặc cát, cũng có thể được bắt gặp ở khu vực cửa sông, độ sâu thường khoảng 30 m trở vào bờ, nhưng đã được tìm thấy ở độ sâu đến 78 m ở Chesterfield.

## Mô tả
Chiều dài cơ thể lớn nhất được ghi nhận ở T. pallimaculatus là 18 cm.
Số tia vây ở vây lưng: 8–10; Số tia vây ở vây hậu môn: 7–8; Số tia vây ở vây ngực: 15–17; Số tia vây ở vây đuôi: 11.